# Rino Lavelli
Giuseppe Fermo Lavelli, detto Rino (Ponteranica, 12 novembre 1928), è un maratoneta e mezzofondista italiano.

## Biografia
È stato sei volte campione italiano assoluto, tre delle quali nella maratona. In questa specialità prese parte ai Giochi olimpici di Melbourne del 1956, ma non portò a termine la gara. Nello stesso anno, alcuni mesi prima, vinse la 24ª edizione della Cinque Mulini.
Nel 1955 a Milano stabilì il record italiano dell'ora (18370 m) e dei 20 km (1h05'00"); in seguito stabilì inoltre in 2 diverse occasioni il record italiano delle 24 ore, la prima nel 1970 con 197,899 km e la seconda nel 1976, all'età di 48 anni, con 242,347 km. All'età di 76 anni stabilì inoltre il record italiano master della sua categoria nelle 6 ore in pista, coprendo una distanza di 51,644 km.
Continua a praticare l'atletica leggera anche in tarda età nelle categorie master. Nel 2009 ha conquistato la medaglia d'oro ai campionati del mondo di corsa in montagna master per la categoria over 80.

## Palmarès
| Anno            | Manifestazione                       | Sede         | Evento   | Risultato | Prestazione | Note  |
| --------------- | ------------------------------------ | ------------ | -------- | --------- | ----------- | ----- |
| 1956            | Giochi olimpici                      | Melbourne    | Maratona | dnf       | dnf         |       |
| Atletica master |                                      |              |          |           |             |       |
| 2004            | Mondiali di corsa in montagna master | Sauze d'Oulx | M70+     | 7º        | 1h16'28"    | [ 2 ] |
| 2007            | Mondiali di corsa in montagna master | Bludenz      | M70+     | 19º       | 1h15'01"    | [ 3 ] |
| 2009            | Mondiali di corsa in montagna master | Zagabria     | M80+     | Oro       | 1h14'19"    | [ 4 ] |

## Campionati nazionali
- 1 volta campione italiano assoluto dei 5 000 metri (1953)
- 1 volta campione italiano assoluto dei 10 000 metri (1955)
- 1 volta campione italiano assoluto della maratonina (1956 – 20 km)
- 3 volte campione italiano assoluto della maratona (1956, 1957, 1960)

1953
- Oro ai campionati italiani assoluti, 5000 m piani - 15'30"2

1954
- Argento ai campionati italiani di maratona

1955
- Oro ai campionati italiani assoluti, 10000 m piani - 31'28"2
- Argento ai campionati italiani assoluti, 5000 m piani - 14'56"2

1956
- Oro ai campionati italiani di maratonina, 20 km - 1h06'30"0
- Oro ai campionati italiani di maratona - 2h38'15"0

1957
- Oro ai campionati italiani di maratona - 2h36'29"4

1958
- Argento ai campionati italiani di maratona - 2h35'40"

1960
- Oro ai campionati italiani di maratona, 41,600 km - 2h25'19"1

1995
- Oro ai campionati italiani master di maratona, MM65 - 3h26'13"

2003
- Argento ai campionati italiani master di corsa in montagna, MM75

2005
- Oro ai campionati italiani di 24 ore su pista, MM75 - 51,644 km

2006
- Argento ai campionati italiani master, 10 km su strada, categoria SM75 - 51'50"[5]

2012
- Bronzo ai campionati italiani di corsa campestre master, MM80 - 43'34"[6]

2013
- Oro ai campionati italiani di corsa in montagna master, SM85 - 1h10'37"[7]

2014
- Oro ai campionati italiani di corsa in montagna master, SM85[8]

## Altre competizioni internazionali
1951
- Bronzo alla Cinque Mulini ( San Vittore Olona)

1953
- Argento alla Bologna-Pianoro-Bologna ( Bologna), 32 km[9]

1955
- Bronzo alla Maratona di Bucarest ( Bucarest)
- Oro al Giro podistico internazionale di Rovereto ( Rovereto)[10]

1956
- Oro alla Maratona di Roma ( Roma) - 2h38'15"
- Oro al Giro podistico internazionale di Rovereto ( Rovereto)[10]
- Oro alla Cinque Mulini ( San Vittore Olona)

1957
- Oro alla Maratona di Roma ( Roma) - 2h36'29"
- Oro al Giro podistico internazionale di Rovereto ( Rovereto)[10]
- Bronzo al Campaccio ( San Giorgio su Legnano)

1958
- Argento alla Maratona di Roma ( Roma) - 2h35'40"
- Oro al Trofeo Vanoni ( Morbegno) - 32'31"
- Oro al Trofeo Vanoni ( Morbegno), gara a staffetta (in squadra con V. Lazzarini ed Andrea Sonzogni) - 1h38'30"

1959
- Oro alla Padova Marathon ( Padova) - 2h42'20"
- Bronzo al Campaccio ( San Giorgio su Legnano)

1960
- Oro alla Maratona di Busto Arsizio ( Busto Arsizio) - 2h25'19"
- Argento al Campaccio ( San Giorgio su Legnano)

1961
- Oro al Trofeo Vanoni ( Morbegno), gara a staffetta (in squadra con Pesenti ed Andrea Sonzogni) - 1h37'37"

1963
- Oro al Trofeo Vanoni ( Morbegno), gara a staffetta (in squadra con Putti e Guerini) - 1h38'29"

1964
- Oro al Trofeo Vanoni ( Morbegno), gara a staffetta (in squadra con Franco Volpi e Guerini) - 1h39'00"

1967
- Oro al Trofeo Vanoni ( Morbegno), gara a staffetta (in squadra con Coter e Guerini) - 1h39'41"

1968
- Oro al Trofeo Vanoni ( Morbegno), gara a staffetta (in squadra con Franco Volpi e Coter) - 1h38'41"

1970
- Oro alla 24 ore di Bergamo ( Bergamo) - 197,933 km

1971
- Oro al Trofeo Vanoni ( Morbegno), gara a staffetta (in squadra con Franco Volpi e Galizzi) - 1h40'26"

1972
- 6º all'Ascesa al Monte Faudo ( Imperia), 18 km - 1h14'55"

1974
- 5º all'Ascesa al Monte Faudo ( Imperia) - 1h42'32"[11]

1976
- Oro alla 24 ore di Bergamo ( Bergamo) - 242,344 km
- Oro alla Monza-Resegone ( Monza) - 3h21'09" (in squadra con Antonio Pesenti e Flavio Mangili)[12]

1977
- Oro alla 24 ore di Bergamo ( Bergamo) - 229,6 km
- 6º alla 100 km del Passatore ( Faenza), 100 km - 8h28'47"
- Oro alla Monza-Resegone ( Monza) - 3h05'11" (in squadra con Piero Galizzi e Gianni Colombo)[12]

1978
- Bronzo alla 100 km della Brianza - 8h27'00"
- Oro alla Monza-Resegone ( Monza) - 3h09'11" (in squadra con Piero Galizzi e Gianni Colombo)[12]

1979
- Oro alla Monza-Resegone ( Monza) - 3h09'57" (in squadra con Piero Galizzi e Gianni Colombo)[12]

1980
- Oro alla Monza-Resegone ( Monza) - 3h02'36" (in squadra con Piero Galizzi e Gianni Colombo)[12]

1981
- Oro alla Monza-Resegone ( Monza) - 3h09'03" (in squadra con Piero Galizzi e Gianni Colombo)[12]

1982
- Oro alla Monza-Resegone ( Monza) - 3h07'45" (in squadra con Piero Galizzi e Gianni Colombo)[12]

1983
- Oro alla Monza-Resegone ( Monza) - 3h06'05" (in squadra con Piero Galizzi e Gianni Colombo)[12]

1989
- 269º alla Maratona di Venezia ( Venezia) - 3h01'12"
- 344º alla Maratona di Cesano Boscone ( Cesano Boscone) - 2h48'58"

1990
- 100º alla Maratona di Venezia ( Venezia) - 2h53'34"

1995
- 71º alla Pistoia-Abetone Ultramarathon ( Pistoia), 53 km - 4h50'56"

1996
- 37º alla Maratonina Valle dei Laghi ( Pietramurata) - 1h24'43"

1997
- 50º alla Mezza maratona di Gualtieri ( Gualtieri) - 1h27'10"

2000
- 70º alla Mezza maratona della Valcamonica ( Esine) - 1h39'17"

2005
- 33º alla 6 ore Bergamasca ( Alzano Lombardo) - 61,641 km

2006
- 35º alla 6 ore Bergamasca ( Ciserano) - 53,429 km
- 403º alla Mezza maratona di Treviglio ( Treviglio) - 1h50'34"[13]

2007
- 1451º alla Mezza maratona di Cremona ( Cremona) - 1h54'18"
- 533º alla Mezza maratona di Treviglio ( Treviglio) - 1h55'51"

2008
- 293º alla Mezza maratona di Como ( Como) - 1h56'37"